# Jerry Leiber et Mike Stoller
Pour les articles homonymes, voir Leiber et Stoller.
Jerry Leiber (Jerome Leiber né le 25 avril 1933 et mort le 22 août 2011) et Mike Stoller (Michael Stoller né le 13 mars 1933) ont formé un des couples d'auteurs-compositeurs américains les plus influents dans la musique populaire après la Seconde Guerre mondiale.

## Histoire

### Les débuts
Leiber est originaire de Baltimore (Maryland), Stoller de Long Island (New York), mais ils se rencontrent à Los Angeles (Californie) en 1950. Après leurs études, Stoller joue du piano et Leiber travaille dans un magasin de disques et, à leur rencontre, ils remarquent qu'ils partagent les mêmes goûts musicaux pour le blues et le rhythm and blues.
En 1950, Jimmy Witherspoon enregistre leur première chanson, Real Ugly Woman. Leur premier succès sera Hard Times enregistré par Charles Brown en 1952. Kansas City enregistré en 1952 par Little Willie Littlefield, sera no 1 en 1959 avec Wilbert Harrison. En 1952, ils écrivent Hound Dog pour Big Mama Thornton, qui sera un grand succès en 1953, et deviendra un hit mondial en 1956 avec Elvis Presley. Leurs chansons suivantes auront souvent des textes plus appropriés à la pop music, et leur mélange de rhythm & blues avec des textes « pop » révolutionnera le rock and roll.
En 1953, ils créent Spark Records (plus tard racheté par Atlantic Records) avec leur mentor Lester Sill : les plus grands succès de cette époque seront Smokey Joe's Cafe, Framed et Riot in Cell Block #9 enregistrés par The Robins.
Atlantic Records les autorisera à travailler pour d'autres labels, ce qui en fera les premiers producteurs indépendants. Ils ont travaillé avec The Coasters, LaVern Baker, The Drifters, Phil Spector ou Ben E. King, avant d'écrire des chansons à succès comme Hound Dog, Love Me, Loving you, Don't, et Jailhouse Rock, en particulier pour Elvis Presley. Mike Stoller joue également du piano sur plusieurs de ces morceaux.
Durant cette période, Leiber & Stoller produisent et enregistrent Black Denim Trousers and Motorcycle Boots, pour le groupe vocal blanc The Cheers. La chanson deviendra un succès en France sous le titre L'Homme à la moto interprété par Édith Piaf.

### Après les années 1950
Dans les années 1960, ils développent leur son pour Phil Spector et travaillent pour The Drifters et Ben E. King ; ils produisent une série d'enregistrements remarqués pour United Artists Records (en particulier quelques hits pour Jay and the Americans (She Cried), The Exciters (Tell Him), et The Clovers (Love Potion No. 9).
Au cours des années 1960, Leiber et Stoller fondent et dirigent Red Bird Records (en) qu'ils revendent rapidement pour continuer à produire en tant qu'indépendants ; leurs plus gros succès de cette époque furent Is That All There Is? enregistré par Peggy Lee en 1969 et Stuck in the Middle with You par Stealers Wheel en 1972. En 1975, ils enregistrent un album avec Peggy Lee, intitulé Mirrors (ce disque est ressorti en 2005 sous le titre Peggy Lee Sings Leiber & Stoller).
Dans les années 1970, le label A&M Records recrute Leiber & Stoller pour écrire et produire un album pour la jeune vedette britannique Elkie Brooks. L'album intitulé Two Days Away (1977) remporte un grand succès au Royaume-Uni et en Europe, en particulier la chanson Pearl's A Singer (écrite avec Ralph Dino & John Sembello) deviendra un hit et demeurera le « son Elkie » à ce jour. Leur collaboration aura un tel succès qu'ils produiront un nouvel album pour Elkie (Live and Learn) en 1979.
Ils remportent le Grammy Award pour Is That All There Is? et pour la bande originale de la comédie musicale Smokey Joe's Cafe, jouée en 1995 à Broadway inspirée de leurs compositions. Smokey Joe's Cafe fut aussi nommée pour 7 Tony Awards, et fut la comédie musicale restant la plus longtemps à l'affiche dans l'histoire. Ils ont également écrit une comédie musicale inspirée de The Apprenticeship of Duddy Kravitz (sur un livret de Mordecai Richler, adapté de son propre roman), qui connut un échec au Canada.
En 1982, Donald Fagen réenregistre leur chanson Ruby Baby sur son album The Nightfly, puis Björk en 1990 sur Gling-Gló. Le titre I Keep Forgettin', chanté par Chuck Jackson en 1962, est repris par David Bowie sur son album Tonight (1984).
Le duo est intronisé au Songwriters Hall of Fame en 1985 et au Rock and Roll Hall of Fame en 1987.
Leiber et Stoller ont leur étoile sur l'Hollywood Walk of Fame.

### Héritage musical
Dans les années 1950, la scène musicale était en plein évolution : la musique noire, le vrai rhythm and blues jusqu'alors réservé aux clubs « black », remporte une audience croissante auprès d'un public intéressé par la musique populaire. Leiber et Stoller entrent sur cette scène en 1957 en écrivant et produisant pour The Coasters le 45 Tours Young Blood/Searchin, qui sont deux titres de crossover, c'est-à-dire deux morceaux de musique noires pour des blancs. Ils connaissent ensuite le succès avec Yakety Yak et Charlie Brown.
Ils écrivent et produisent There Goes My Baby pour The Drifters en 1959, qui introduit l'utilisation de cuivres (en particulier des riffs au saxophone) et une production soignée. Ils poursuivent leur impact sur la musique populaire américaine en produisant des succès tels que Hound Dog, Love Me, Loving You, Don't et Jailhouse Rock en particulier pour Elvis Presley.
La créativité et la production soignée apportées à des chansons « rock and roll » est la principale marque « Leiber et Stoller » qui a influencé la musique des années 1960, des compositeurs comme Barry Mann et Carole King, jusqu'à ceux de Motown. Phil Spector et Burt Bacharach reconnaissent l'influence primordiale de leurs techniques de production.
John Lennon et Paul McCartney ont rendu hommage à leur influence sur leurs propres compositions.

## Chansons marquantes
- Along Came Jones, adaptée en français par Bernard Michel pour Henri Salvador sous le titre Zorro est arrivé (1964)
- Black Denim Trousers And Motorcycle Boots, adaptée en français par Jean Dréjac pour Édith Piaf sous le titre L'Homme à la moto (1956)
- Charlie Brown
- Hound Dog
- I'm A Woman (en)
- Is That All There Is? (en)
- Jailhouse Rock
- Kansas City
- Love Potion No. 9
- On Broadway
- Poison Ivy
- Riot In Cell Block #9
- Ruby Baby
- Searchin'.
- Smokey Joe's Cafe
- Spanish Harlem (avec Phil Spector)
- Stand by me (avec Ben E. King)
- Three Cool Cats, librement adaptée en français par Armand Canfora et Richard Anthony pour Richard Anthony sous le titre Nouvelle vague (1959)
- Yakety Yak
- Young Blood (avec Doc Pomus)
- You're The Boss interprétée par The Brian Setzer Orchestra dans l'album The Dirty Boogie en 1998

## Filmographie
- Yakety Yak, Take it Back (1991) ... Themselves
- Trash Talk (1992) ... Themselves